# PZL Ł.2
PZL Ł.2 (PZL Ł-2) – dwumiejscowy samolot łącznikowy i towarzyszący konstrukcji inżynierów Jerzego Dąbrowskiego i Franciszka Kotta, produkowany w 1931 roku przez Państwowe Zakłady Lotnicze.

## Historia

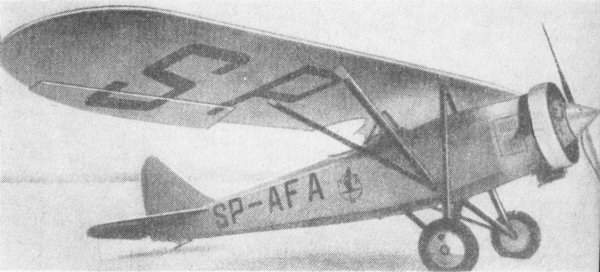
Polski samolot sportowy PZL Ł.2 "Afrykanka".

Samolot został oblatany na początku 1930 roku przez Bolesława Orlińskiego. W roku 1930 został zaprezentowany na pokazach lotniczych w Brnie i Bukareszcie. Między 1 lutego a 5 maja 1931 na samolocie PZL Ł.2 kapitan Stanisław Skarżyński oraz inżynier Andrzej Markiewicz wykonali lot dookoła Afryki, pokonując dystans 25 050 kilometrów i tym samym po raz pierwszy odbywając długi rajd na samolocie polskiej konstrukcji.
Samolot został wyprodukowany tylko w liczbie 31 sztuk (z 60 zamówionych) (wcześniejsze publikacje podawały 26 sztuk). Było to konsekwencją prób porównawczych z konstrukcjami PWS i LWS, które wykazały równorzędność konkurencyjnego samolotu Lublin R.XIII, przy niższej cenie. Wobec powyższego zdecydowano o rozwijaniu maszyn obserwacyjnych i łącznikowych w lubelskiej wytwórni, dla PZL rezerwując zamówienia przede wszystkim na maszyny o konstrukcji całkowicie metalowej (samoloty myśliwskie serii „P”, PZL.23 Karaś, PZL.37 Łoś i ich wersje rozwojowe).
Na bazie skrzydeł, usterzenia i silnika PZL Ł.2 opracowano później samolot pasażerski PZL.16.

## Służba w lotnictwie
Do służby w polskim lotnictwie wprowadzono 29 samolotów PZL Ł.2a.

## Opis techniczny
Dwumiejscowy górnopłat zastrzałowy. Konstrukcja z kratownicy duralowej krytej płótnem. Podwozie samolotu klasyczne dwukołowe stałe z płozą ogonową. Kabina pilota i obserwatora otwarta. Silnik gwiazdowy Škoda-Wright „Whirlwind” J-5A o mocy 249 KM, osłonięty pierścieniem Townenda.

## Wersje
- PZL Ł.2 – samolot łącznikowy, prototyp
- PZL Ł.2a – samolot łącznikowy, wersja seryjna